# بهنوك (بهمئي غرمسيري الشمالي)
بهنوك (بالفارسية: پهنوک) هي قرية تقع في إيران في قسم بهمئي غرمسیري الشمالي الريفي. يقدر عدد سكانها بـ 317 نسمة بحسب إحصاء 2016.